# .cu
.cu is het achtervoegsel van domeinnamen van Cuba.